# Eupithecia tedaldiata
Eupithecia tedaldiata är en fjärilsart som beskrevs av Fuchs 1901. Eupithecia tedaldiata ingår i släktet Eupithecia och familjen mätare. Inga underarter finns listade i Catalogue of Life.